# Człowiek za burtą

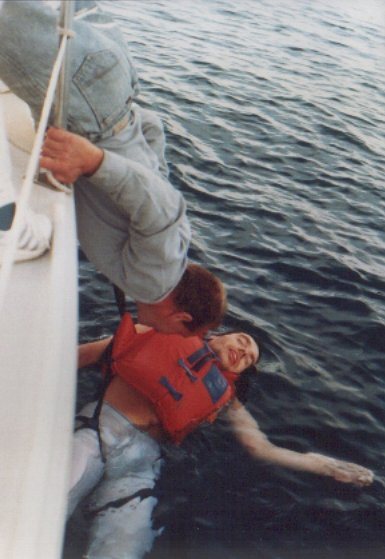
Ćwiczenia w przeprowadzaniu alarmu człowiek za burtą

Człowiek za burtą – alarm wykrzykiwany dokładnie w tym brzmieniu na jednostce pływającej, gdy wpadnie do wody ktoś z załogi lub pasażerów jednostki lub też gdy jakaś osoba zostanie dostrzeżona w wodzie przez kogoś z jednostki. Jest to jednocześnie nazwa manewru polegającego na odpowiednim podejściu jednostki do pływającego.
Na statkach handlowych alarm człowiek za burtą jest ogłaszany za pomocą dzwonków alarmowych w postaci sygnału składającego się z trzech długich dźwięków (- - -) następnie następuje ogłoszenie (kapitana) za pomocą rozgłośni statkowej lub innych środków łączności "alarm ogólny, człowiek za burtą". Na okoliczność tego alarmu na każdym statku istnieje opracowana procedura postępowania w takim przypadku, a załoga posiada przewidziany przydział obowiązków w ramach rozkładu czynności alarmowych.

## Żeglarstwo
W żeglarstwie jest to nazwa złożonego manewru podejścia jachtem do człowieka, który znalazł się za burtą. Umiejętność wykonania tego manewru wymagana jest do zdobycia stopnia żeglarskiego. W zależności od: akwenu, rodzaju jachtu, kursu względem wiatru i innych czynników - istnieje wiele sposobów wykonania tego manewru: ósemka sztagowa, manewr rufowy, manewr monachijski i wiele innych.

## GPS
W urządzeniach GPS przeznaczonych do nawigacji morskiej od skrótu anglojęzycznej nazwy tego alarmu: Man overboard - MOB, nazywa się jedną z funkcji tych urządzeń. Jej uruchomienie powoduje zapisanie bieżącej pozycji oraz przejście urządzenia w tryb nawigacji do tego punktu - przyjmując, że jest on miejscem wypadku.

## Literatura
- Arkadiusz Łukaszewicz: MANEWRY „CZŁOWIEK ZA BURTĄ” NA WSPÓŁCZESNYCH STATKACH MORSKICH. Akademia Morska w Gdyni. [dostęp 2023-07-02]. (pol.).